# E. Jean Carroll
Elizabeth Jean Carroll (Detroit, 12 de dezembro de 1943) é uma jornalista, autora e colunista americana. Sua coluna "Ask E. Jean" apareceu na revista Elle de 1993 a 2019, tornando-se uma das colunas de conselhos mais antigas do mercado editorial americano. Em seu livro de 2019, What Do We Need Men For?: A Modest Proposal, Carroll acusou o então CEO da CBS, Les Moonves, e Donald Trump de agredi-la sexualmente em meados da década de 1990. Tanto Moonves como Trump negaram as acusações.
Carroll processou Trump por difamação e agressão no Tribunal Distrital dos Estados Unidos para o Distrito Sul de Nova York (originalmente arquivado na Suprema Corte de Nova York). Em 9 de maio de 2023, um júri considerou Trump responsável por difamação e abuso sexual contra Carroll e concedeu-lhe 5 milhões de dólares em danos. Em 19 de julho de 2023, o juiz Kaplan concluiu que Trump a estuprou, tal como o termo é entendido "na linguagem moderna comum", embora não "no sentido restrito e técnico de uma seção específica da Lei Penal de Nova Iorque". Em 26 de janeiro de 2024, um júri considerou Trump responsável por difamação contra Carroll em relação aos seus comentários após o primeiro veredito e concedeu-lhe uma indenização adicional de 83,3 milhões de dólares. Trump recorreu do veredito e pagou uma fiança de 91,6 milhões de dólares.

## Juventude
Elizabeth Jean Carroll nasceu em 12 de dezembro de 1943, em Detroit, Michigan. Seu pai, Thomas F. Carroll Jr., era gerente de uma loja de móveis, e sua mãe, Betty (nascida McKinney) Carroll, era uma política republicana no Condado de Allen, Indiana. A mais velha de quatro filhos, Carroll foi criada em Fort Wayne, Indiana, com duas irmãs e um irmão; quando criança, ela era chamada de "Betty Jean", "Jeannie" e "Betty". Ela estudou na Universidade de Indiana, onde foi líder de torcida. Foi coroada Miss Indiana University em 1963 e, em 1964, como representante da universidade, ganhou o título de Miss Cheerleader USA. Ela apareceu em To Tell the Truth em 1964.

## Carreira

### Coluna:Ask E. Jean
A coluna "Ask E. Jean" de Carroll apareceu na Elle de 1993 a 2020. Amplamente lida, foi aclamada pelas opiniões de Carroll sobre sexo, sua insistência de que as mulheres nunca deveriam estruturar suas vidas em torno dos homens e sua compaixão pelos escritores de cartas que passavam por situações de vida difíceis. Quando estreou, Amy Gross, ex-editora-chefe da Elle, comparou a coluna a colocar Carroll em um "bronco selvagem", descrevendo suas respostas aos leitores como "os aplausos, gritos e berros de uma mulher destemida se divertindo muito". O estilo de escrita de Carroll geralmente incorpora humor.
Carroll foi demitida da Elle em fevereiro de 2020 e escreveu no Twitter que isso ocorreu "porque Trump ridicularizou minha reputação, riu da minha aparência e me arrastou pela lama". A Elle sustentou que a decisão de despedir Carroll foi uma decisão empresarial não relacionada com Trump.

### Televisão:Ask E. Jean,Saturday Night Live
Carroll escreveu para a décima segunda temporada ' Saturday Night Live em 1986 e 1987. Ela foi indicada ao Primetime Emmy Award de Melhor Roteiro para Série de Variedades na 39ª edição do Primetime Emmy Awards em 1987. A inscrição da Academia de Televisão para sua nomeação lista erroneamente seu nome como "Jean E. Carroll".
De 1994 a 1996, Carroll foi o apresentador e produtor da série de televisão Ask E. Jean que foi ao ar no America's Talking da NBC — o antecessor do MSNBC. A Entertainment Weekly chamou Carroll de "a apresentadora de talk show a cabo mais divertida que você verá". Carroll e o programa foram indicados ao prêmio CableACE em 1995.

### Revistas, livros e antologias
Além de escrever para revistas como The Atlantic e Vanity Fair, Carroll também atuou como editora colaboradora para Outside, Esquire, New York e Playboy, sendo que foi a primeira editora colaboradora desta última.
Carroll era conhecida por suas narrativas em primeira pessoa no estilo gonzo. Ela caminhou até as Star Mountains com um rastreador Atbalmin e um guerreiro Telefomin, narrou a vida de fãs de basquete em uma história chamada "Love in the Time of Magic"; e foi para Indiana para investigar por que quatro crianças brancas de uma fazenda foram expulsas da escola por se vestirem como artistas negros em "The Return of the White Negro". Ela foi morar com seus antigos namorados e suas esposas; e foi acampar com Fran Lebowitz. Bill Tonelli, seu editor na Esquire e na Rolling Stone, disse em uma entrevista de 1999 que todas as histórias de Carroll eram "praticamente a mesma coisa. Que é: 'Como é essa pessoa quando está em uma sala com E. Jean?' Ela é institucionalmente incapaz de ser desinteressante."
O trabalho de Carroll foi incluído em antologias de não ficção, como The Best of Outside: The First 20 Years (Vintage Books, 1998), Out of the Noosphere: Adventure, Sports, Travel, and the Environment (Fireside, 1998) e Sand in My Bra: Funny Women Write from the Road (Traveler's Tales, 2003). Sua história de 2002 para a Spin, "The Cheerleaders", foi selecionada como uma das "Melhores Reportagens sobre Crimes Reais" do ano. Apareceu também em Best American Crime Writing, editado por Otto Penzler, Thomas H. Cook e Nicholas Pileggi (Pantheon Books, 2002).
Em 1993, a biografia de Hunter S. Thompson escrita por Carroll, Hunter: The Strange and Savage Life of Hunter S. Thompson, foi publicada pela Dutton. Seu livro de memórias, What Do We Need Men For?: A Modest Proposal foi lançada em junho de 2019. O título refere-se à sátira de 1729, A Modest Proposal, de Jonathan Swift. Em 2019, o The New York Times referiu-se a Carroll como “a resposta do feminismo a Hunter S. Thompson”.

#### Perfil de mulheres que acusaram Trump de má conduta sexual
Entre 2020 e 2021, Carroll escreveu para o The Atlanticuma série de artigos que traçaram o perfil de várias das 25 mulheres que acusaram Trump de má conduta sexual. Seu perfil de Jill Harth, que alegou ter sido apalpada por Trump, apareceu na Vanity Fair em janeiro de 2021. Em outubro de 2021, This American Life apresentou Carroll em uma conversa com Jessica Leeds, que também acusou Trump de má conduta sexual.

### On-line
Em 2002, Carroll foi cofundadora do greatboyfriends.com com sua irmã, Cande Carroll. No site, as mulheres recomendavam homens solteiros umas às outras. Em 2005, a GreatBoyfriends foi adquirida pela The Knot Inc. Em 2004, ela lançou o Catch27.com, uma paródia do Facebook. No site, as pessoas colocavam seus perfis em cartões de troca e compravam, vendiam e negociavam entre si. Ela lançou uma versão online de sua coluna, askejean.com, em 2007. Em 2012, Carroll foi cofundadora da Tawkify, "uma concierge pessoal para encontros". Ela também aconselhou a equipe de matchmaking da Tawkify.

## Processo de abuso sexual e difamação contra Donald Trump
Em 21 de junho de 2019, Carroll publicou um artigo na revista New York que afirmava que Donald Trump a havia agredido sexualmente no final de 1995 ou início de 1996, na loja de departamentos Bergdorf Goodman, na cidade de Nova York. Ela forneceu mais detalhes em seu livro What Do We Need Men For?: A Modest Proposal. Lisa Birnbach e Carol Martin disseram à revista New York que Carroll havia lhes confidenciado o que houve logo após o incidente. Trump negou as acusações e afirmou que nunca conheceu Carroll; no entanto, uma fotografia dela socializando com Trump em 1987 foi publicada no artigo. Trump rejeitou o significado da fotografia.
Carroll disse que, ao sair da loja de departamentos Bergdorf Goodman, ela encontrou Trump e ele pediu ajuda para comprar um presente para uma mulher. Depois de sugerir uma bolsa ou um chapéu, os dois teriam ido para a seção de lingerie e brincado sobre o outro experimentar alguns itens. Carroll disse que eles acabaram juntos em um camarim, cuja porta estava fechada e Trump a beijou à força, puxou sua meia-calça para baixo e a estuprou com seu pênis antes que ela conseguisse escapar. Ela afirmou que o incidente durou menos de três minutos. Carroll inicialmente optou por não se referir à suposta agressão sexual como estupro, descrevendo-a como uma briga: "Minha palavra é briga. Minha palavra não é a palavra da vítima ... eu lutei." O júri no julgamento civil posterior determinou que Trump havia penetrado Carroll à força com os dedos, mas não com o pênis, como ela alegou, e o juiz Lewis A. Kaplan decidiu mais tarde que a acusação de estupro de Carroll contra Trump era, portanto, "substancialmente verdadeira".

### Processo por difamação
Em novembro de 2019, Carroll entrou com uma ação por difamação na Suprema Corte de Nova York. O processo afirmava que Trump havia prejudicado sua reputação, causado danos profissionais substanciais e causado dor emocional. Carroll declarou: "Décadas atrás, o atual presidente dos Estados Unidos me estuprou. Quando tive coragem de falar sobre o ataque, ele difamou meu caráter, me acusou de mentir para ganho pessoal, até insultou minha aparência." Ela declarou que estava "entrando com este (processo) em nome de todas as mulheres que já foram assediadas, agredidas, silenciadas ou denunciadas apenas para serem envergonhadas, demitidas, ridicularizadas e menosprezadas". A secretária de imprensa da Casa Branca, Stephanie Grisham, descreveu o processo como "frívolo" e afirmou que a história de Carroll era fraudulenta.
Em setembro de 2020, advogados do governo do Departamento de Justiça (DOJ) afirmaram que Trump agiu em sua capacidade oficial ao responder à acusação de Carroll; eles afirmaram que a Lei Federal de Reivindicações por Agravos concede ao seu departamento o direito de retirar o caso dos advogados particulares de Trump e movê-lo para o tribunal federal. Isso teria encerrado o processo, já que o governo não pode ser processado por difamação. A advogada de Carroll, Roberta A. Kaplan, declarou que "o esforço de Trump para exercer o poder do governo dos EUA para fugir da responsabilidade por sua má conduta privada não tem precedentes". Em outubro de 2020, o juiz do Tribunal Distrital dos EUA Lewis A. Kaplan rejeitou a moção do DOJ, argumentando que o presidente não é um funcionário do governo e que os comentários de Trump não estavam relacionados ao seu trabalho. No mês seguinte, o DOJ interpôs um recurso no Segundo Circuito de Tribunais de Apelações.
Em junho de 2021, o DOJ argumentou no tribunal de apelações do Segundo Circuito que os advogados do DOJ deveriam defender Trump como um funcionário federal. Em 27 de setembro de 2022, o tribunal de apelações decidiu que "não podemos dizer o que o distrito faria" em termos de permitir que Trump fosse protegido por seu antigo cargo como presidente dos EUA. Em 19 de outubro, Trump foi deposto como testemunha no caso. Em janeiro de 2023, o tribunal de recurso do Distrito de Columbia (DC) realizou argumentos orais perante um painel completo de juízes.
Em 24 de novembro de 2022, Carroll processou Trump por agressão em Nova York sob a Lei de Sobreviventes Adultos, uma lei aprovada em maio anterior que permitiu brevemente que vítimas de agressão sexual entrassem com ações civis independentemente de estatutos de limitações expirados. Carroll fez uma nova alegação de difamação, citando declarações feitas por Trump em outubro. Em fevereiro de 2023, o juiz Kaplan agendou a data do julgamento para 25 de abril. Em 13 de abril de 2023, Carroll revelou que parte de suas despesas legais foram financiadas por Reid Hoffman, cofundador do LinkedIn, capitalista de risco e doador do Partido Democrata.
Em 9 de maio de 2023, um júri de seis homens e três mulheres considerou Trump responsável por abuso sexual, agressão e difamação. Sobre a questão do estupro, o júri concluiu que não ficou provado que Trump a estuprou, conforme especificado na lei de Nova York, que define estupro como a penetração não consensual e forçada do pênis. O júri considerou Trump responsável por abuso sexual por ter penetrado seus dedos em uma mulher de forma não consensual. Carroll recebeu US$ 5 milhões em danos. A CBS News declarou: "Eles consideraram Trump responsável por abuso sexual, não por agressão sexual." Após o veredicto, durante uma reunião na CNN, Trump repetiu que a narrativa de Carroll era uma "história falsa", "inventada", inventada por um "maluco". Ele entrou com um recurso no Tribunal de Apelações do Segundo Circuito em 11 de maio de 2023.
Em 23 de maio de 2023, buscando 10 milhões de dólares em danos adicionais, Carroll pediu ao tribunal que expandisse o processo de difamação de 2019 para incluir os comentários pós-veredicto de Trump na CNN e na Truth Social. O tribunal deferiu o pedido e o segundo julgamento por difamação foi agendado para 15 de janeiro de 2024. Em junho de 2023, Trump processou Carroll por difamação, depois que ela disse à CNN que ele a estuprou, em resposta a uma pergunta sobre o júri não considerá-lo responsável por esse crime. O juiz Kaplan rejeitou o processo em agosto, decidindo que a alegação de estupro de Carroll contra Trump era substancialmente verdadeira. Em setembro de 2023, Kaplan emitiu um julgamento sumário a favor de Carroll, afirmando que os fatos estabelecidos pelo júri do julgamento eram indiscutíveis. Em 16 de janeiro de 2024, depois que Joe Tacopina abandonou sua representação de Trump quando o caso estava prestes a ser retomado, o ex-advogado de Trump, Tim Parlatore, disse que achava que Tacopina, em processos anteriores, "mal havia interrogado Jean Carroll".
Em 26 de janeiro de 2024, um júri considerou Trump responsável a pagar 18,3 milhões de dólares em indenização por danos emocionais e de reputação, além de 65 milhões de dólares em danos punitivos, totalizando 83,3 milhões de dólares. Depois que Kaplan negou um pedido da equipe de Trump para atrasar o pagamento, em 8 de março de 2024, três dias antes do prazo final de pagamentos, Trump apelou do veredito e pagou uma fiança de 91,6 milhões de dólares. Carroll afirmou que o valor da fiança é "estupendo" e sugeriu que, se o recurso não tivesse sido apresentado, ela teria começado "rapidamente" a apreender os bens de Trump.

### Juiz conclui que Trump "estuprou" Carroll
Em um memorando de opinião de 19 de julho de 2023, o juiz Lewis Kaplan, que presidiu o julgamento, demonstrou que Trump "estuprou" Carroll no sentido literal da palavra. Ele esclareceu que, apesar da "definição muito mais restrita" de estupro segundo o estatuto de Nova York, como o termo é entendido "na linguagem moderna comum", e citando definições do Departamento de Justiça dos EUA e da Associação Americana de Psicologia, "o júri concluiu que o Sr. Trump de fato fez exatamente isso":

A conclusão de que a Sra. Carroll não conseguiu provar que foi “violada” na acepção da Lei Penal de Nova Iorque não significa que ela não tenha conseguido provar que o Sr. Trump a “violou”, tal como muitas pessoas entendem normalmente a palavra “violação””, escreveu Kaplan.

E acrescentou: “De fato, tal como as provas apresentadas no julgamento, relatadas abaixo, deixam claro, o júri concluiu que o Sr. Trump fez exatamente isso.”

Kaplan disse que a definição legal de “violação” em Nova Iorque é “muito mais restrita” do que a palavra é entendida na “linguagem moderna comum”.

## Alegações de agressão sexual contra Les Moonves
Carroll foi uma das 13 mulheres que em 2019 acusaram o presidente e CEO da CBS Corporation, Les Moonves, de agressão sexual. Ela diz que o incidente ocorreu no final da década de 1990 em um elevador de hotel após entrevistar Moonves para uma reportagem; ele negou a acusação.

## Vida pessoal
Carroll morou em Montana com seu primeiro marido Stephen Byers antes de se mudar para Nova York para seguir carreira como jornalista. Ela e Byers se divorciaram em 1984. Seu segundo casamento foi com John Johnson, um apresentador e artista. Carroll e Johnson se divorciaram em 1990. Até abril de 2023, Carroll morava no interior do estado de Nova York.